# Бондаренко Михайло Леонтійович
Бондаренко Михайло Леонтійович (1897, Кременчук — 1959, Харків) — Герой Соціалістичної Праці, орденоносець, генерал — начальник шляхів та будівництва 3-го рангу, начальник тресту «Південтрансбуд», заст. начальника Південної залізниці, почесний залізничник СРСР, депутат Харківської міської ради.

## Біографія
У різні часи керував будівництвом залізниць на теренах СРСР. Найвідоміші з них «Будівництво № 9» НКШС, «Будівництво № 10» НКШС, залізниця до Нової Каховки, будівництво залізниці до Кременчуцької ГЕС. Під його керівництвом була повністю відновлена зруйнована під час війни 1941–1945 Південна залізниця, збудовані вокзали у Харкові (Харків-Пасажирський у 1952 р.), Лозовій, Бєлгороді (РФ), Полтаві (Полтава-Південна у 1947 р.), Дніпропетровський автомобільний завод (зараз «Південмаш»).

## Нагороди та відзнаки
- Кавалер орденів Леніна (1937 та 1943),
- Трудового Червоного прапора (1939),
- Вітчизняної Війни 1-го ступеня (1945),
- 12 медалей.
- Указом Президії Верховної Раді СРСР від 5.11.1943 «за особисті заслуги в забезпеченні перевезень для фронту в тяжких умовах воєнного часу» присвоєно звання Героя Соціалістичної Праці з врученням ордена Леніна і медалі «Серп і молот» (номер медалі 102).